# Zespół Ladda
Zespół Ladda in. pasma Ladda – wada wrodzona, charakteryzująca się obecnością u pacjentów z malrotacją jelit pasm tkanki łącznej biegnących od kątnicy do krezki powodujących niedrożność dwunastnicy.

## Historia
Pierwszy przypadek wrodzonej niedrożności dwunastnicy został opisany przez Caldera w 1752 roku. W 1889 roku John Bland-Sutton ustalił, że przyczyną są zaburzenia powstałe w życiu płodowym. W 1932 roku amerykański chirurg William Ladd opisał metodę skutecznego leczenia tej malformacji.

## Etiologia
Malrotacja jelit jest zaburzeniem rozwoju jelita w pierwszej fazie jego rozwoju między 5. a 10. tygodniem ciąży, kiedy to dokonuje się pierwszy zwrot o 90°. Obraz anatomiczny charakteryzuje się bardzo wąskim przyczepem krezki do tylnej ściany jamy brzusznej oraz obecnością pasm Ladda mocujących nieprawidłowo położoną kątnicę i okrężnicę, które przebiegają poprzez dwunastnicę, powodując jej ucisk i niedokrwienie, czego następstwem może być wysoka niedrożność przewodu pokarmowego i martwica jej ściany.

## Epidemiologia
Malrotacja jelit z objawami klinicznymi występuje u 1 na 6000 chorych, a bez objawów 1:200 do 1:500 żywych urodzeń, natomiast częstość występowania u dorosłych szacowana jest na 0,0001–0,19%.

## Obraz kliniczny
Klasycznym objawem zespołu Ladda u małych dzieci są żółciowe wymioty, natomiast u starszych dzieci u 30% występują okresowo wymioty, a o 20% ból brzucha. Objawy występują w pierwszym tygodniu życia u 50% dzieci, w pierwszym miesiącu życia u 64%, u 82% w pierwszym roku życia, a u 18–25% po ukończeniu 1. roku życia. Objawy zespołu Ladda mogą być zarówno ostre, jak i przewlekłe trwające nawet latami, obraz przewlekły częściej występuje u dzieci starszych i u osób dorosłych. Część pacjentów z zespołem Ladda pozostaje bezobjawowa i zespół wykrywany jest przypadkowo podczas badań obrazowych.
Rozpoznanie ustala się na podstawie badania kontrastowego górnego odcinka przewodu pokarmowego oraz ultrasonografii i tomografii komputerowej jamy brzusznej.

## Leczenie
Leczenie jest wyłącznie operacyjne – sposobem Ladda, polegającym na odprowadzeniu jelita w kierunku przeciwnym do kierunku wskazówek zegara (przy występowaniu niedrożności jelit), rozdzieleniu pasm łączących kątnicę i dwunastnicę, następnie poszerzeniu podstawy krezki i ustabilizowaniu jelita w jamie brzusznej, jelito grube po lewej i jelito cienkie po prawej. Procedura jest modyfikowana przez niektórych chirurgów poprzez dołączenie profilaktycznej appendektomii oraz umocowanie kątnicy w prawidłowej pozycji (cekopeksja), jednakże modyfikacja taka może powodować dodatkowe powikłania. Stosowane jest przede wszystkim klasyczne leczenie operacyjne, leczenie metodami laparoskopowymi, jak również leczenie pacjentów bez objawów klinicznych nadal budzi kontrowersje.